# Лонате-Чеппіно
Лонате-Чеппіно (італ. Lonate Ceppino) — муніципалітет в Італії, у регіоні Ломбардія, провінція Варезе.
Лонате-Чеппіно розташоване на відстані близько 520 км на північний захід від Рима, 37 км на північний захід від Мілана, 14 км на південь від Варезе.
Населення — 5110 осіб (2024).

## Демографія
Населення за роками:

Станом на 1 січня 2023 року в муніципалітеті офіційно проживав 261 іноземець з 34 країн, серед них 53 громадяни країн Євросоюзу та 16 громадян України.

## Сусідні муніципалітети
- Каїрате
- Кастельсепріо
- Горнате-Олона
- Традате
- Венегоно-Інферіоре